# Lithocarpus cucullatus
Lithocarpus cucullatus C.C.Huang & Y.T.Chang – gatunek roślin z rodziny bukowatych (Fagaceae Dumort.). Występuje naturalnie w Chinach – w prowincjach Guangdong (na północy) oraz Hunan. 

## Morfologia
PokrójZimozielone drzewo dorastające do 15 m wysokości.
LiścieBlaszka liściowa jest skórzasta i ma podłużny lub lancetowaty kształt. Mierzy 6–11 cm długości oraz 1,5–3 cm szerokości, jest całobrzega, ma klinową nasadę i spiczasty wierzchołek. Ogonek liściowy jest nagi i ma 10–15 mm długości.
OwoceOrzechy o stożkowatym kształcie, dorastają do 14 mm średnicy. Osadzone są pojedynczo w stożkowatych miseczkach, które mierzą 17 mm średnicy. Orzechy otulone są w miseczkach do 60–75% ich długości.

## Biologia i ekologia
Rośnie w wiecznie zielonych lasach. Występuje na wysokości od 700 do 1200 m n.p.m. Kwitnie od czerwca do lipca, natomiast owoce dojrzewają od lipca do sierpnia.